# Taghjijt
Taghjijt (àrab: تغجيجت, Taḡjījt; amazic estàndard marroquí: ⵜⴰⵖⵊⵉⵊⵜ, TaƔjijt) és una comuna rural de la província de Guelmim, a la regió de Guelmim-Oued Noun, al Marroc. Segons el cens de 2014 tenia una població total de 9.988 persones Es troba a 190 km d'Agadir i a 75 km de Guelmim (porta del Sàhara). El país dels Aït Brahim 
és envoltat per la cadena muntanyosa anomenada Bani part de l'Anti-Atlas. La regió està travessada per issaffen (wadis) desèrtics com els Oued Siad i Oued Mait. El clima de la regió és semi-saharià, amb escassa pluja i la temperatura arriba de vegades a 48 °C a l'estiu. La zona és coneguda per les seves palmeres.